# Parum
Parum es un género de polillas de la familia Sphingidae, contiene pocas especies o una sola Parum colligata, la cual se encuentra en Corea y sur de Japón, China oriental y central, Taiwán y Vietnam, Tailandia del norte y noreste de Myanmar.

## Descripción
Su envergadura es de 69 a 90 mm.

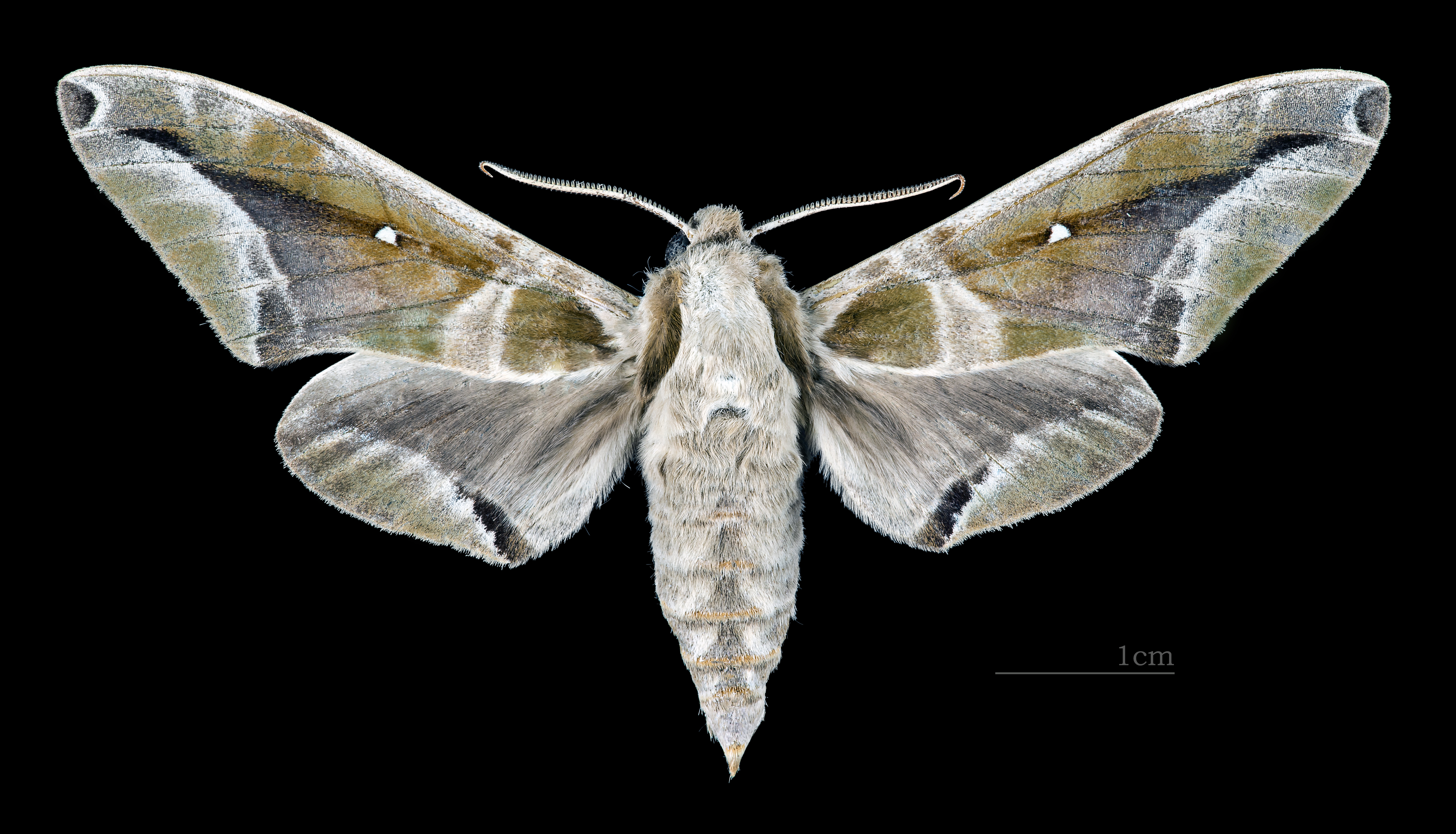
Parum colligata ♂
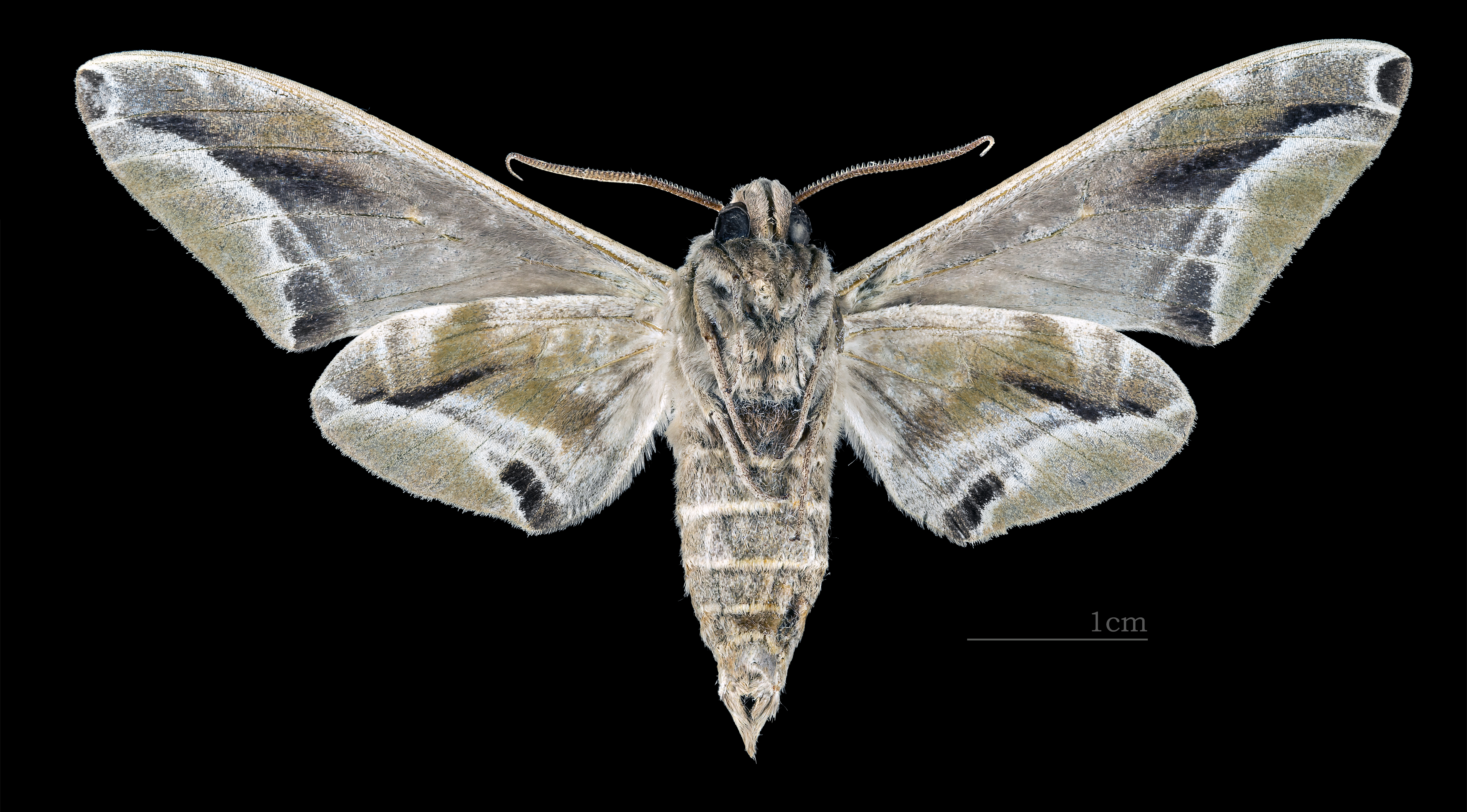
Parum colligata ♂ △
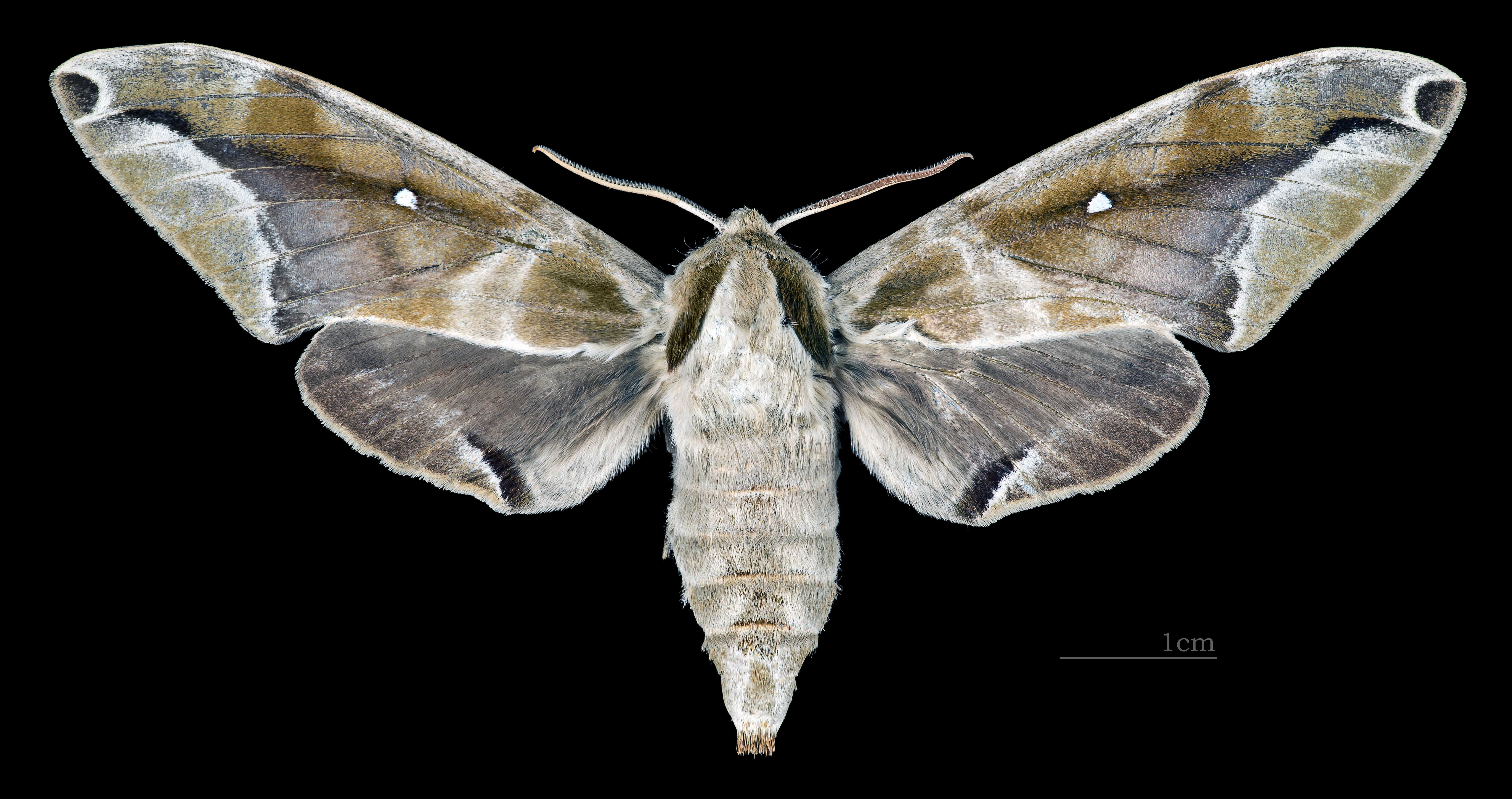
Parum colligata ♀
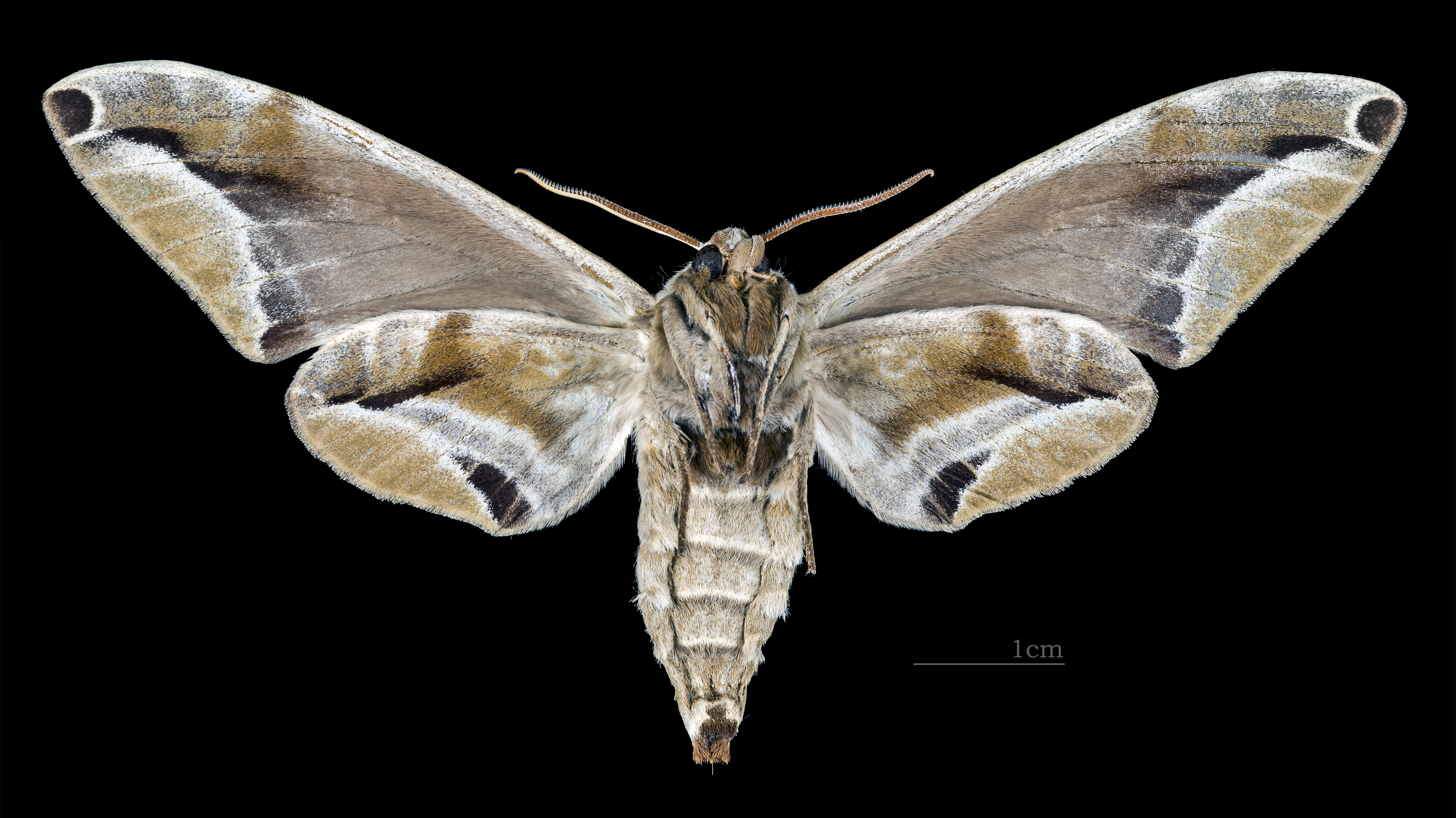
Parum colligata ♀ △

## Biología
Hay una o dos generaciones por año en China del norte, con adultos que vuelan de mayo a julio. En el sur más lejano,  puede haber hasta cuatro generaciones. En Corea los adultos han sido vistos de mediados de mayo a finales de septiembre. (Voltinismo).
Las larvas se alimentan de Broussonetia kaempferi, Broussonetia papyrifera y Morus alba en Guangdong. Entre otras de sus plantas nutricias se encuentra Broussonetia kazinoki y Maclura fruticosa.

## Sinonimia
- Daphnusa colligata Walker, 1856
- Metagastes bieti Oberthür, 1886
- Parum colligata saturata Mell, 1922
- Parum colligata tristis Bryk, 1944